# Emmanuel Niyoyabikoze
Emmanuel Niyoyabikoze (nacido el 20 de diciembre de 1994 en Bubanza, Burundi) es un obstetra, activista medioambiental burundés y fundador de la organización Greening Burundi, dedicada a la reforestación y la protección del medio ambiente en Burundi. Es reconocido por su trabajo en la lucha contra la deforestación y la sensibilización sobre el cambio climático.

## Primeros Años y Educación
Emmanuel Niyoyabikoze creció en una familia de agricultores en Bubanza. Desde una edad temprana, mostró interés por las cuestiones medioambientales, influenciado por las plantaciones de árboles de su padre.
Inicialmente, tenía la intención de estudiar ciencias ambientales, con un enfoque particular en la gestión del agua y los bosques. Sin embargo, más adelante decidió seguir una carrera en el ámbito médico y se graduó como enfermero en la École Paramédicale Notre-Dame de l'Espérance de Bubanza en 2015. En 2020, obtuvo una licenciatura en obstetricia en el Instituto Nacional de Salud Pública (INSP) de Burundi.Además, completó formación en gestión de ecosistemas y protección forestal, incluso en la Universidad de Cornell.

## Greening Burundi
En 2017, Emmanuel Niyoyabikoze fundó Greening Burundi con el objetivo de combatir la deforestación y promover prácticas sostenibles. La organización se centra en la reforestación, la educación ambiental y la concienciación de las comunidades locales sobre el cambio climático. Durante la primera fase del proyecto, se plantaron 40.000 árboles, y en una fase posterior se establecieron viveros con más de 200.000 plántulas para futuras plantaciones.

## Reconocimientos
El activismo medioambiental de Emmanuel Niyoyabikoze ha sido reconocido con varios premios, incluido el Global Peace Excellence Award, Mary Robinson Climate Justice Award. A pesar de los desafíos que presenta la inestabilidad política en Burundi y la escasez de recursos, continúa participando en conferencias internacionales y programas educativos para aumentar la conciencia sobre el cambio climático y el desarrollo sostenible.